# Socialt sammanbrottssyndrom
Socialt sammanbrottssyndrom (SBS) även socialt nedbrytningssyndrom, kroniskitet, institutionalism, institutionell neuros eller socialt funktionshinder-syndrom är ett syndrom som kännetecknas av tillbakadragenhet, apati, undergivenhet och en gradvis försämring av både sociala och yrkesmässiga funktioner. Orsaken är att  negativa föväntningar internaliseras av en individ.

## Orsak
Syndromet börjar i regel med personlig kris vilket gör att en individ blir mer mottaglig för omgivande människors attityder. Till exempel en förlust av nära anhörig kan leda till egna rollförluster, vilket skapar en slags prekaritet hos individen. I nya relationer tillkommer sedan nya rollförväntningar som är negativt laddade. När individen sedan accepterar dessa förväntingar internaliseras de av denne och risken för socialt sammanbrott ökar. Syndromet blir på så vis en negativ spiral då internaliserandet av de negativa förväntningarna ökar mottagligheten för vidare nedbrytning.

## Förekomst
Äldre människor i västerländska samhällen är särskilt sårbara för SBS eftersom deras sociala liv förändras på flera sätt. De kan förlora viktiga roller, ha svårt att förstå vilka normer som gäller och sakna sammanhang där de känner sig delaktiga. När äldre blir alltför beroende av hur andra ser på dem kan det få negativa konsekvenser. De kan tappa sin förmåga att hantera utmaningar och börja känna sig hjälplösa eller otillräckliga.
I en studie som genomfördes 1981 bland äldre visade att risken för allvarligt SBS ökade med åldern och förekom oftast hos icke-vita män. Personer med demenssjukdomar löpte större risk att utveckla måttligt till allvarligt SBS jämfört med dem utan demens. Dock saknade majoriteten av de som drabbades av SBS en diagnostiserad psykisk sjukdom.